# Portomaso Business Tower

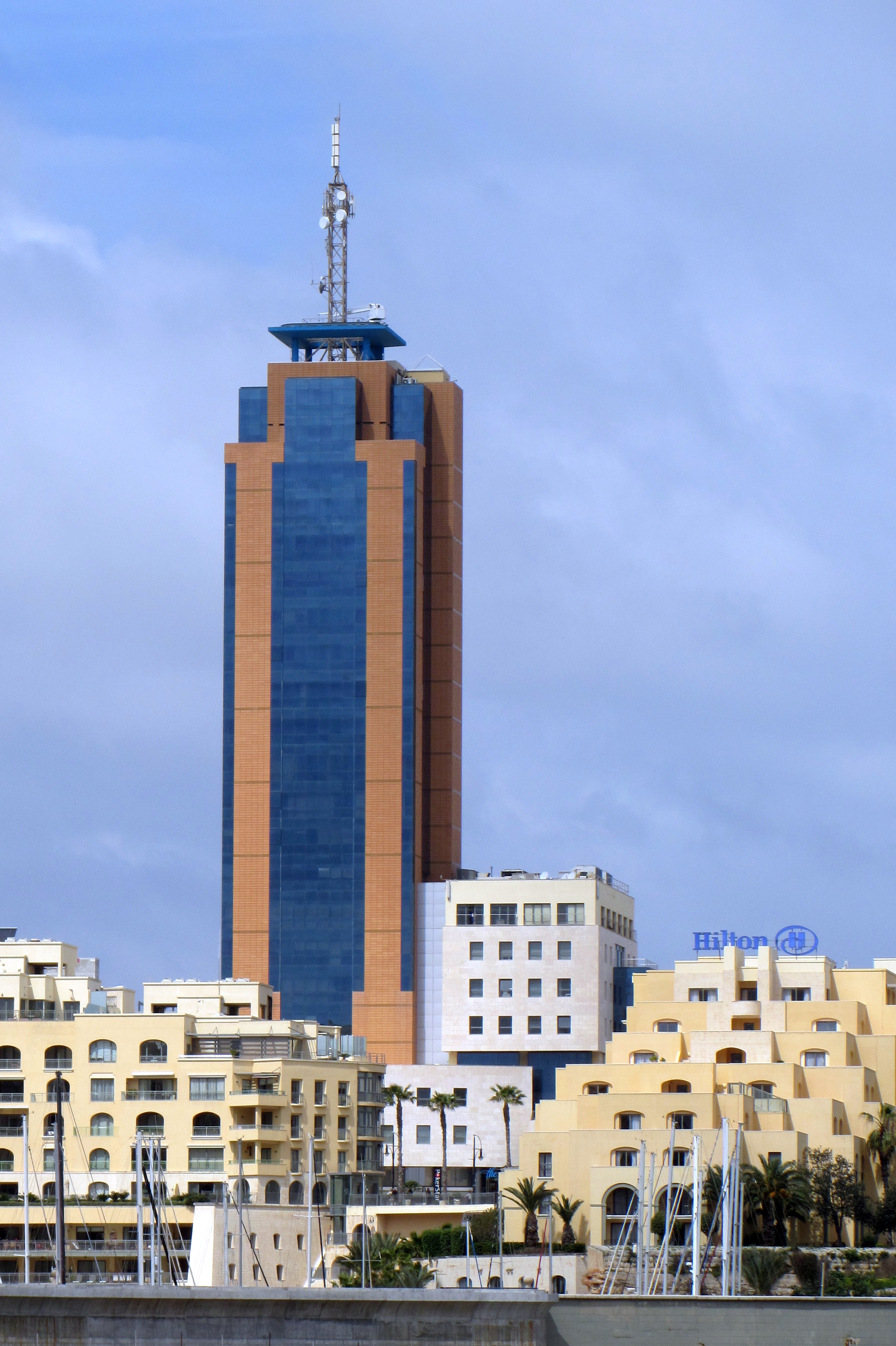
Portomaso Business Tower, Blick von Manoel Island (2015)

Der Portomaso Business Tower (genannt Big Blue) ist das erste Hochhaus auf der Insel Malta. Er steht in San Ġiljan (St Julian’s). Das Gebäude ist 98 Meter hoch und besitzt 22 Stockwerke (der Fahrstuhl fährt bis ins 22. Stockwerk, das Erdgeschoss heißt hier „Level 0“). Der Tower wurde im Jahre 2001 eröffnet und stößt bis heute bei der einheimischen Bevölkerung auf wenig Gegenliebe.
Das Dach und die Antenne werden in rot-blau beleuchtet. Am Fuße des Turms befinden sich eine Einkaufspassage und eine Kirche.
Als das Gebäude konstruiert wurde, baute man auch das Hilton-Hotel, das in unmittelbarer Nähe liegt, und einen Jachthafen. Am Hafen gibt es Apartments und Geschäfte. Das Hilton-Hotel besitzt sechs Restaurants, darunter das Blue Elephant, das berühmteste Thai-Restaurant auf Malta. Westlich vom Portomaso Business Tower befindet sich mit Paceville das berühmteste Partyviertel Maltas.
Im Gebäude selbst haben verschiedene Unternehmen ihren Sitz, darunter auch der Sportwettenanbieter Tipico.